# Na Anh
Na Anh (sinh ngày 27 tháng 11 năm 1967) là một giọng ca Trung Quốc. Cô được coi là một trong những nữ ca sĩ xuất sắc nhất hiện nay ở Trung Quốc đại lục, đã bán được hơn 10 triệu album. Na Anh cũng được chú ý vì tính cách sôi nổi và thẳng thắn. Cô từng là giám khảo của các chương trình ca hát trên truyền hình Trung Quốc như The Voice of China.

## Tiểu sử

### Ra mắt
Na Anh sinh ra ở Thẩm Dương, Liêu Ninh. Cô là người dân tộc Mãn Châu, hậu duệ của dòng quý tộc Ná Lạp của triều đại nhà Thanh. Cô trở thành thành viên của Dàn hợp xướng phát thanh thiếu niên Liêu Ninh năm 1979, và Đoàn ca múa Thẩm Dương năm 1983. Na Anh đã giành chiến thắng trong một số cuộc thi hát quốc gia vào những năm 1980 và được đào tạo thanh nhạc từ nhà soạn nhạc nổi tiếng Cốc Kiến Phân (谷建芬).
Cha của Na Anh là một bác sĩ. Ông muốn cô có một nền giáo dục tốt và trở thành bác sĩ khi cô lớn lên. Tuy nhiên, Na Anh đã thể hiện một tài năng thiên bẩm về ca hát và quyết tâm trở thành ca sĩ.  
Na Anh bắt đầu sự nghiệp ghi âm của mình vào năm 1988 tại Đài Loan và Hồng Kông. Năm 1991, cô phát hành album đầu tiên của mình mang tên "Một người phụ nữ độc thân như tôi" (像我这样的单身女子), có một sự tiếp nhận rất vừa phải . Hai năm sau, vào năm 1993, cô đã phát hành một album mới có tên "Tôi hy vọng giấc mơ của tôi trở thành sự thật" (但愿好梦都成真) cũng không phổ biến lắm .

### Thành công
Na Anh đã phát hành album lớn đầu tiên Dreaming With You, vào năm 1994. Sau khi phát hành album đó, cô đã phát hành một số album bổ sung, trở thành một trong những nghệ sĩ tiếng Hoa phổ biến nhất của Trung Quốc đại lục.
Tại chương trình Gala lễ hội mùa xuân năm 1998 do CCTV tổ chức, Na Anh đã hát một bản song ca "Meet in '98" (相約一九九八) với Vương Phi. Vương đã đạt được danh tiếng ở Hồng Kông và các nơi khác, nhưng màn trình diễn với Na Anh đã đưa cô đến vị thế siêu sao ở chính Trung Quốc.